# Mysen
Mysen este o localitate din comuna Eidsberg, provincia Østfold, Norvegia, cu o suprafață de 4,77 km² și o populație de 6.321 locuitori (2013).